# Kára
Kára is een plaats (község) en gemeente in het Hongaarse comitaat Somogy. Kára telt 71 inwoners (2001).